# Pittosporum echinatum
Pittosporum echinatum är en tvåhjärtbladig växtart som beskrevs av Adolphe-Théodore Brongniart och Gris. Pittosporum echinatum ingår i släktet Pittosporum och familjen Pittosporaceae. Inga underarter finns listade.